# Rîbniţa
Rîbniţa (russisk:Рыбница (Rybnitsa)) er en by i den nordlige del af den autonome republik Transnistrien (del af Moldova), med et indbyggertal (pr. 2004) på ca. 57.000. Byen ligger på østbredden af floden Dnestr.

## Historie
Rîbniţa blev grundlagt i 1628. som et rutheniske landsby Rybnytsia. Så tidligt som i 1657 blev Rîbniţa nævnt i dokumenter som en vigtig by. På dette tidspunkt var byen en del af den polsk-litauiske realunion. I denne periode kan man finde mange spor af vesteuropæisk indflydelse i byen, men Rîbniţa var mere tiltrukket af Rusland, så i 1793 blev byen en del af det russiske kejserdømme.

## Økonomi
Rîbniţa er hjemsted for Transnistriens største  virksomhed. Selskabet producerer stålplader på baggrund af jernskrot. Årligt produceres for mere end 500 millioner USD, hvilket traditionelt udgør mellem 40% og 50% af Transnistriens BNP. Der er andre industrier i byen, herunder den ældste sukkerfabrik i Transnistrien (grundlagt i 1898), et destilleri og en cementfabrik. Byen har en stor jernbanestation, en flodhavn, samt endelig et supermarked, "Sheriff".

## Mennesker og kultur
Central Rîbniţa har høje bygninger og et aktivt byliv. Der er en populær park nær byens reservoir, og mange historiske og arkitektoniske monumenter i byen og de omkringliggende områder. Hovedgaden i byen er Victory Street.

## Politik
Tamara Kilivnik er borgmester og leder af regionen Rybnitsa Raion.

### Demografi
I 1970 havde Rîbniţa en befolkning på 32.400 mennesker og i 1989 var den vokset til 61.352, men den faldt igen til 53.648 ved folketællingen i 2004.
Resultatet af de sidste folketællinger.
| År                   | 1989   | 2004   |
| -------------------- | ------ | ------ |
| moldovere (rumænere) |        | 11.263 |
| ukrainere            |        | 24.898 |
| russere              |        | 11.738 |
| hviderussere         |        | 328    |
| bulgarere            |        | 220    |
| armeniere            |        | 71     |
| polakker             |        | 480    |
| gagauzianere         |        | 96     |
| jøder                |        | 166    |
| tyskere              |        | 106    |
| romaer               |        | 38     |
| øvrige               |        | 4.245  |
| i alt                | 61.352 | 53.648 |

### Religion
Byen har tre kirker beliggende lige ved siden af hinanden. Den katolske kirke, en ortodokse kirke, og en synagoge.

### Sport
FC Iskra-Stal Rîbniţa er byens professionelle fodboldklub, der spiller i den øverste moldoviske fodboldliga, den Divizia Naţională.

## Berømte personer fra byen
- Eugenia Halus
- Rabbi Chaim Zanvl Abramowitz, den Ribnitzer Rebbe
- Yevgeny Shevchuk, formand for Transnistrien

### Venskabsbyer
Rîbniţa er venskabsby med:
- Rusland Dmitrov, Rusland
- Ukraine Vinnytsja, Ukraine
- Ukraine Hola Prystan, Ukraine

## Eksterne links
- officielle hjemmeside for byen
- Byens forretningsportal Arkiveret 2. marts 2014 hos  Wayback Machine
- Kort over Rîbniţa
- Rybnica Arkiveret 30. juli 2012 hos  Wayback Machine (Rîbniţa) i det polske geografileksikon (1881) (på polsk)

47°46′N 29°00′Ø / 47.767°N 29.000°Ø
- Wikimedia Commons har flere filer relateret til Rîbniţa